# Adam Szostkiewicz (zootechnik)
Adam Lasota Szostkiewicz (ur. 18 grudnia 1905 w Żmigrodzie Nowym, zm. 22 lutego 1974 w Warszawie) – zootechnik polski, profesor, prorektor i rektor Wyższej Szkoły Rolniczej w Olsztynie.

## Życiorys
Urodził się w rodzinie Kazimierza, sędziego powiatowego, i Marii z Bilińskich. W 1924 ukończył III Gimnazjum w Krakowie i w tymże roku rozpoczął studia na Wydziale Rolniczym Uniwersytetu Jagiellońskiego; dyplom uczelni uzyskał w styczniu 1929. Należał do Polskiej Korporacji Akademickiej Arcadia. Ze względu na trudną sytuację materialną (ojciec zmarł w 1910) naukę musiał łączyć z pracą zarobkową. Zajmował się introligatorstwem, wykonywaniem szyldów, był również magazynierem w zakładach w Żyrardowie i pracownikiem majątku Polskiej Akademii Umiejętności Lipowa.
Z dyplomem uniwersyteckim podjął w kwietniu 1929 pracę w Małopolskim Towarzystwie Rolniczym we Lwowie, gdzie był instruktorem organizacji kółek rolniczych. Kierował gospodarstwem wysokogórskim na połoninie w Czarnohorze. Pod kierownictwem Romana Prawocheńskiego uzyskał specjalizację w zakresie hodowli owiec i wełnoznawstwa, dzięki czemu w maju 1930 został inspektorem hodowli owiec i zagospodarowania pastwisk górskich w Wojewódzkiej Delegaturze Małopolskiego Towarzystwa Rolniczego w Stanisławowie. W grudniu 1936 przeniósł się do Katowic i został zatrudniony w Śląskiej Izbie Rolniczej.
Lata II wojny światowej spędził w większości w Krakowie, pracując jako robotnik w wytwórni środków do prania, potem inspektor w Izbie Rolniczej w Krakowie. W sierpniu 1944 został aresztowany przez Niemców i spędził kilka miesięcy w obozie koncentracyjnym Płaszów.
W lutym 1945 szef resortu rolnictwa PKWN skierował Szostkiewicza do Katowic z zadaniem zorganizowania Wojewódzkiej Izby Rolniczej; organizator został następnie dyrektorem Izby, a w latach 1946–1948 kierował Wojewódzkim Biurem Rolnym przy Wojewódzkim Zarządzie Związku Samopomocy Chłopskiej.
W lutym 1948 został przeniesiony służbowo do Cieszyna, gdzie przyjął obowiązki wykładowcy hodowli zwierząt w Państwowej Wyższej Szkole Gospodarstwa Wiejskiego. W 1950 uczelnia cieszyńska została zlikwidowana, a jej zadania przejęła nowa instytucja – Wyższa Szkoła Rolnicza w Olsztynie, gdzie przeszła do pracy większość pracowników, w tym Szostkiewicz. W Olsztynie został on powołany na profesora kontraktowego i objął obowiązki pierwszego dziekana Wydziału Zootechnicznego we wrześniu 1950. W latach 1952–1954 był prorektorem uczelni, a po nominacji dotychczasowego rektora Mariana Gotowca na stanowisko wiceministra rolnictwa pełnił obowiązki rektora (1953). Prowadził wykłady z hodowli ogólnej zwierząt i hodowli owiec, organizował Katedrę Hodowli Ogólnej Zwierząt Użytkowych na Wydziale Zootechnicznym. Należał również do organizatorów uczelnianego Akademickiego Związku Sportowego. Udzielał się jako lektor w Towarzystwie Wiedzy Powszechnej.
W październiku 1954 przeszedł do pracy w Ministerstwie Państwowych Gospodarstw Rolnych w Warszawie, gdzie został wicedyrektorem w Centralnym Zarządzie Hodowli Zarodowej. W latach 1958–1959 pracował w Centralnym Komitecie Organizacyjnym Kółek Rolniczych w Warszawie. Pełnił także społecznie, a od kwietnia 1959 etatowo, funkcję sekretarza generalnego Stowarzyszenia Naukowo-Technicznego Inżynierów i Techników Rolnictwa. Zajmował się na tym stanowisku organizacją szkolenia osób zatrudnionych w rolnictwie, przyczyniając się po powołania punktów konsultacyjno-szkoleniowych przy uczelniach oraz wydając biuletyny i periodyk „Postęp w Rolnictwie”. Przeszedł na emeryturę z końcem 1969.
Został pochowany na Cmentarzu Wojskowym na Powązkach w Warszawie (kwatera A 33, rząd 4, grób 11).

## Ordery i odznaczenia
- Krzyż Oficerski Orderu Odrodzenia Polski
- Krzyż Kawalerski Orderu Odrodzenia Polski
- Złoty Krzyż Zasługi (18 stycznia 1946)[2]
- Medal 10-lecia Polski Ludowej (1 stycznia 1955)[3]

## Upamiętnienie
W 1991 jego imię nadano jednej z ulic w dzielnicy Olsztyna Brzeziny.